# 伊勢屋鉄次郎
伊勢屋 鉄次郎（いせや てつじろう、生没年不詳）とは江戸時代末期から明治時代にかけての江戸、東京の地本問屋。

## 来歴
伊勢鉄とも号す。幕末から明治年間に江戸の谷中天王寺裏門前新茶屋町新二郎店において地本問屋を営業している。三木光斎、落合芳幾、3代目歌川広重の錦絵を出版している。

## 作品
- 三木光斎 「松に鷹図」 短冊判 錦絵 安政4年（1857年）
- 落合芳幾 「四世中村芝翫の天目淵之助と三世沢村田之助のかけ皿」 大判2枚続 錦絵 慶応1年（1865年）3月守田座『魁駒松梅桜曙微』に取材
- 3代目歌川広重 「東京滑稽名所」 大判 錦絵揃物 明治16年（1883年）